# The Ladykillers
The Ladykillers —titulada El quinteto de la muerte en Hispanoamérica y Ladykillers en España— es una película de comedia negra y suspenso estadounidense de 2004 escrita, dirigida, producida y montada por los hermanos Coen y protagonizada por Tom Hanks. El guion de los Coen se basó en el filme británico del mismo nombre de 1955 escrito por William Rose. Los Coen produjeron la cinta junto a Tom Jacobson, Barry Sonnenfeld y Barry Josephson. Fue el primer remake realizado por los Coen y también la primera producción en donde Joel e Ethan comparten los créditos de director y productor; anteriormente Joel era acreditado como director e Ethan como productor.

## Argumento
El profesor G.H. Dorr (Tom Hanks), un experto en lenguas muertas y declamador, llega a la casa de la Sra. Munson (Irma P. Hall), una viuda de edad avanzada, y le solicita que le alquile el cuarto que se anuncia en la puerta de su casa. También le pide prestado el sótano, ya que tiene un grupo que interpreta música antigua con instrumentos de la época, y necesitan un lugar para ensayar. Pero el grupo musical solo es una tapadera, ya que el profesor ha reunido a un grupo de criminales para robar dinero del barco-casino Bandit Queen. El grupo está constituido por Gawain (Marlon Wayans), un joven que ingresa a trabajar al Bandit Queen; "El General" (Tzi Ma), un asiático cincuentón experto en túneles; Garth (J.K. Simmons), también experto en explosivos, padece de síndrome del intestino irritable; y Lump (Ryan Hurst), un tonto corpulento, que es la fuerza bruta del equipo.
El plan consiste en cavar un túnel desde el sótano de la Sra. Munson, cuyas paredes son de tierra, y hacer un agujero en la pared del cuarto que alberga la caja fuerte; Gawain tapará el agujero en la pared, y Garth y el General demolerán el túnel. Pero el plan se complica más conforme avanzan en los preparativos, ya que mientras el profesor mandaba a la Sra. Munson y a una amiga a un concierto de música gospel, ocurre una explosión en el sótano que le mutila un dedo a Garth. El dedo no puede ser recuperado ya que Pickles, el gato de la Sra. Munson, se lo lleva.
Después de ejecutar el robo, la Sra. Munson los descubre en el sótano con el dinero. El profesor intenta convencerla de que lo hacían para castigar a ese centro de vicio, que la aseguradora le repondría el dinero, y que los asegurados aportarían solo un centavo cada uno. Mientras el Profesor le asegura que entregarán gran parte del dinero robado a la Universidad Bob Jones, escuela bíblica a la cual Munson aportaba 5 dólares cada mes, pero no querían que se enterara. Al principio Munson se convence, pero se retracta y le dice que si no devuelven el dinero y van a la iglesia con ella, llamará a la policía.
Hecho esto, deciden que hay que eliminar a la Sra. Munson. Para esto deciden usar un sorteo de varas: al que le toque la vara corta deberá matarla. En quien recae el sorteo es en Gawain, así que planea ejecutar el asesinato usando su pistola silenciada con una almohada, pero este no puede ya que, al acercarse a matarla, Munson le recuerda a su madre, y se rehúsa. Todos le dicen que lo debe hacer para evitar que el sorteo pierda credibilidad, pero Garth, con el que ya había tenido problemas anteriormente, le dice que es un cobarde, lo que provoca un enfrentamiento entre ellos dos. En la pelea, la pistola se dispara, hiriendo mortalmente a Gawain. Cuando el General y Lump van a deshacerse del cadáver de Gawain, Garth se escapa con el dinero, pero el profesor se da cuenta, y el General lo estrangula antes de que se fugue. 
Realizan otro sorteo, que recae en el General. Este se dirige en la noche al cuarto de la Sra. Munson dispuesto a estrangularla, pero al entrar se acuerda que a la Sra. Munson no le gustaba que fumara dentro de la casa así que se mete el cigarro dentro de la boca y cuando suena el reloj de pared de la Sra Munson se espanta y se atraganta con el cigarro, asfixiándose y cayendo por las escaleras, golpeándose la cabeza contra la pared y muriendo en el acto. El profesor y Lump se dirigen a tirar el cadáver, después de haberlo hecho el profesor le entrega una pistola a Lump y le dice que debe matar a la Sra. Munson, sin embargo le entra un remordimiento a Lump y prefiere no hacerlo. Aun así El profesor le advierte que lo haga ya que si no, él se quedará con todo el dinero, a la vez que insulta a Lump llamándolo repetidamente "estúpido", lo que quizá provoca que Lump le dispare al profesor con la pistola que le había dado, pero al no disparar a la primera, se apunta a sí mismo, y se mata accidentalmente. El profesor contempla la situación, declama un poema, probablemente el poema El cuervo de Edgar Allan Poe, en ese instante un cuervo se apoya en la cabeza de una estatua que adornaba la calle, lo que provoca que se caiga, golpeé al profesor, y este muera.
Finalmente, la Sra. Munson va a ver al sheriff local y le dice que tiene el dinero en su casa. Sin embargo, el sheriff la ve como una vieja loca y le dice que se lo quede. Ella decide donarlo a la Universidad Bob Jones. En la última escena se ve al gato lanzar desde un puente (donde arrojaban todos los cuerpos de los fallecidos, y donde Lump y el Profesor también accidentalmente cayeron tras su muerte) el dedo que tenía de Garth a los barcos de transporte de basura.

## Reparto
- Tom Hanks - Profesor G.H. Dorr
- Irma P. Hall - Marva Munson
- Marlon Wayans - Gawain MacSam
- J.K. Simmons - Garth Pancake
- Tzi Ma - "El General"
- Ryan Hurst - Lump Hudson
- Diane Delano - Mountain Girl
- George Wallace - Sheriff Wyner
- Stephen Root - Fernand Gudge
- Bruce Campbell - Cameo como un trabajador de la Sociedad Humana (sin acreditar).